# Indexsatz für Blätterungen
In der Mathematik ist der Indexsatz für Blätterungen eine Verallgemeinerung des Atiyah-Singer-Indexsatzes. Sein Spezialfall für Blätterungen durch Fasern eines Faserbündels ist der Familien-Indexsatz.
Sei {\displaystyle {\mathcal {F}}} eine Blätterung einer Mannigfaltigkeit {\displaystyle M}, mit transversalem Maß {\displaystyle \Lambda } und zugehörigem Ruelle-Sullivan-Strom {\displaystyle C}, und sei {\displaystyle D} ein blattweise elliptischer Operator. Dann ist das Integral über den Raum der Blätter {\displaystyle \int \dim(ker(D_{F}))d\Lambda (F)} endlich (wobei jeweils {\displaystyle D_{F}} die Einschränkung von {\displaystyle D} auf das Blatt {\displaystyle F} bezeichnet), und
{\displaystyle \int \dim(\ker(D_{F}))d\Lambda (F)-\int \dim(\ker(D_{F}^{*}))d\Lambda (F)=\langle ch(\sigma _{D})\cdot Td(M),\left[C\right]\rangle },
wobei {\displaystyle \sigma _{D}} das Hauptsymbol von {\displaystyle D}, {\displaystyle ch} den Chern-Charakter und {\displaystyle Td(M)} die Todd-Klasse von {\displaystyle M} bezeichnet.
Zum Beispiel erhält man für den blattweisen Hodge-Laplace-Operator, wenn {\displaystyle H^{j}(F)} den Raum der harmonischen {\displaystyle j}-Formen auf {\displaystyle F} bezeichnet, dass {\displaystyle \beta _{j}:=\int \dim H^{j}(F)d\Lambda (F)} endlich ist und {\displaystyle \sum _{j}(-1)^{j}\beta _{j}=\langle e(T{\mathcal {F}}),\left[C\right]\rangle } für die Euler-Klasse {\displaystyle e(T{\mathcal {F}})} des Tangentialbündels an die Blätter gilt.